# Hayden Foxe
Hayden Vernon Foxe (Sydney, 23 giugno 1977) è un ex calciatore australiano, di ruolo difensore, collaboratore tecnico della nazionale australiana.
A livello di club ha giocato per diversi anni in inghilterra con West Ham United, Portsmouth e Leeds United.
A livello internazionale ha rappresentato la Nazionale di calcio dell'Australia, partecipando alle finali del World Youth Championship in Giappone nel 1993 con l'Under-17, alle finali del World Youth Cup in Malaysia nel 1997 con l'Under-20 ed ai tornei olimpici di Atlanta nel 1996 e di Sydney nel 2000 con la formazione Under-23.
Nel 2011, al termine della stagione 2010-2011 della A-League, ha annunciato il suo ritiro.